# Кастел Френтано
Кастѐл Френта̀но (на италиански: Castel Frentano) е малко градче и община в Южна Италия, провинция Киети, регион Абруцо. Разположен е на 399 m надморска височина. Населението на общината е 4379 души (към 2013 г.).